# 당신의 아침 박은영입니다
당신의 아침 박은영입니다는 KBS 해피FM에서 2013년 4월 8일부터 2016년 9월 4일까지 3년간 박은영 아나운서의 진행으로 매일은 아침 7시 10분부터 오전 9시까지 방송했던 라디오 프로그램이다.

## 코너

### 매일 코너
- 사연과 신청곡
- 오늘 하루 행복하길
- 퀴즈 그녀의 벨소리

### 요일별 코너
- 월요일 : 세계문화기행
- 화요일 : 내 돈, 게섰거라
- 수요일 : 100% 즉석 신청곡 데이
- 목요일 : 세상에 이런법이
- 금요일 : 문을 여시오
- 토요일 : 사·남·사·녀
- 일요일 : 건강밥상